# Stampkotmolen (Anzegem)
De Stampkotmolen is een windmolenrestant in de tot de West-Vlaamse gemeente Anzegem behorende plaats Kaster, gelegen aan Kasterstraat 6.
De voormalige standerdmolen fungeerde als korenmolen en oliemolen.

## Geschiedenis
Hier stond in 1572 al een standerdmolen op teerlingen. De onderbouw werd in 1874 vervangen door een bakstenen onderbouw (torenkot genaamd). Uiteindelijk werd de molen nog enkel gebruikt voor het breken van lijnkoeken. In 1918 werd de molen, door de terugtrekkende Duitsers, kapotgeschoten. Enkel het torenkot bleef nog over. Dit werd afgedekt door een tentdak en in de jaren '30 van de 20e eeuw nog gebruikt voor de opslag van bieten. De eigenaars van de molen hebben zich weer geheel op de landbouw toegelegd.
- Inventaris van het Bouwkundig Erfgoed (Vlaanderen): 81616